# 자카르타 서버 페이지
자카르타 서버 페이지(Jakarta Server Pages, JSP, 이전 명칭: 자바서버 페이지(영어: JavaServer Pages)는 HTML내에 자바 코드를 삽입하여 웹 서버에서 동적으로 웹 페이지를 생성하여 웹 브라우저에 돌려주는 서버 사이드 스크립트 언어이다. Java EE 스펙 중 일부로 웹 애플리케이션 서버에서 동작한다.
자카르타 서버 페이지는 실행시에는 자바 서블릿으로 변환된 후 실행되므로 서블릿과 거의 유사하다고 볼 수 있다. 하지만, 서블릿과는 달리 HTML 표준에 따라 작성되므로 웹 디자인하기에 편리하다. 1999년 썬 마이크로시스템즈에 의해 배포되었으며 이와 비슷한 구조로 PHP, ASP, ASP.NET 등이 있다.
아파치 스트럿츠나 자카르타 프로젝트의 JSTL 등의 JSP 태그 라이브러리를 사용하는 경우에는 자바 코딩없이 태그만으로 간략히 기술이 가능하므로 생산성을 높일 수 있다.

## 동작구조

JSP 모델 2의 구조.

클라이언트에서 서비스가 요청되면, JSP의 실행을 요구하고, JSP는 웹 애플리케이션 서버의 서블릿 컨테이너에서 서블릿 원시코드로 변환된다. 그 후에 서블릿 원시코드는 바로 컴파일된 후 실행되어 결과를 HTML 형태로 클라이언트에 돌려준다.

## 버전의 역사
| 자바서버 페이지 버전 | 발표             | 자바 플랫폼 | 중요한 변화 | 안정판        |
| -------------------- | ---------------- | ----------- | ----------- | ------------- |
| JSP 2.3              |                  |             |             |               |
| JSP 2.2,EL 2.2       | 2009년 12월 10일 |             | JSR 245     | 유지보수판    |
| JSP 2.1              | 2006년 5월 11일  |             | JSR 245     | 마지막 릴리스 |
| JSP 2.0              | 2003년 11월 24일 |             | JSR 152     | 마지막 릴리스 |
| JSP 1.2              |                  |             | JSR 53      |               |